# Roberto Guerrero Ayala
Roberto Guerrero Ayala (Zamora, 8 de mayo de 1936), es un reconocido narrador mexicano y analista deportivo de Canal 44 UdeG y de Televisa. su primera narración fue en el partido entre el Club Deportivo Irapuato y Club Deportivo Zamora. 
Se inició en la radio cuando el cronista de Segunda división, Raúl Ochoa García, no asistió a la narración de un encuentro. Con el ascenso del Club Deportivo Zamora, es que comienza su narración de partidos de Primera división en la XEGT. Posteriormente comenzó un programa radiofónico "Futbolerías". 

Con apoyo del cronista Fernando Marcos en 1966, ganó el concurso nacional convocado por Telesistema Mexicano para encontrar un cronista deportivo, ganando el derecho a narrar la Copa Mundial de Fútbol de 1966.
Poco después incursiona junto a Paco Malgesto en la crónica taurina. 

Participó en el recordado programa de televisa Guadalajara: cuatro en el cuatro, al lado de Enrique Bermúdez de la Serna, Pablo González y Juan Pablo Romero.
Ha narrado 12 Copas mundiales de fútbol de forma ininterrumpida y galardonado por la Asociación Nacional de Cronistas Deportivos y pertenecer al Salón de la Fama de Guadalajara. En 2009 ingresó al Salón de la Fama de Zamora de Hidalgo, Michoacán. 

Actualmente es analista deportivo en Canal 44 de la UDG, compartiendo foro con Pablo González Córdoba el "Pablotas", Sergio Navarro, Mario Ortega y Eduardo Maldonado como parte del equipo de deportes del canal.

Además de fungir como analista de Televisa durante los partidos del Atlas de Guadalajara en el Estadio Jalisco